# Szuścickie
Szuścickie (biał. Шусціцкія; ros. Шустицкие) − wieś na Białorusi, w obwodzie witebskim, w rejonie postawskim, w sielsowiecie Komaje.

## Historia
W czasach zaborów wieś w okręgu wiejskim Chomejki, w gminie Kobylnik, w powiecie święciańskim, w guberni wileńskiej Imperium Rosyjskiego. W 1866 roku liczyła 28 mieszkańców w 6 domach, należała do dóbr Mołczanowo, własność Cywińskich. W 1905 roku liczyła 42 mieszkańców, 95 dziesięcin.
Po I wojnie światowej pod administracją polską, w Zarządzie Cywilnym Ziem Wschodnich. W latach 1920–1922 w składzie Litwy Środkowej.
Od 11 kwietnia 1922 wieś leżała w Polsce, w województwie wileńskim, w powiecie święciańskim, od 1926 roku w powiecie postawskim, w gminie Kobylnik.
W 1931 wieś w 12 domach zamieszkiwało 55 osób.
W 1938 roku miejscowość należała do gromady Stawiszowo gminy Kobylnik.
Do 1945 w Polsce. Od 1946 roku w granicach Związku Sowieckiego. Od 1991 w niepodległej Białorusi.
Do 2013 roku w sielsowiecie Szyrki.